# 팔각정
팔각정(八角井)은 대한민국 충청남도 부여군 부여읍 쌍북리에 있는, 삼국시대의 백제 왕궁에서 이용하였다고 전해지는 우물이다. 1984년 5월 17일 충청남도의 문화재자료 제103호로 지정되었다.

## 개요
삼국시대의 백제 왕궁에서 이용하였다고 전해지는 우물이다.
우물이 있는 곳은 조선시대에 부여 현의 관청 건물이 있던 자리로, 발굴 결과 백제의 도로나 연못터 유적을 확인할 수 있어, 백제 때에 중요하게 쓰였던 장소일 것으로 추정된다.
우물의 바닥에는 길게 다듬어진 돌로 8각형의 우물을 짜고, 그 위에 깬돌을 차곡차곡 쌓아올렸다. 근처에서 건물에 쓰였던 주춧돌과, 집터를 만드는데 쓰였을 커다란 돌들이 많이 발견되고 있다.
우물의 주변에서 나오는 유물들이 백제의 문화를 반영하고 있어, 당시 왕궁터를 추정하는데 중요한 단서가 되고 있다.

## 참고 문헌
- 팔각정 - 국가유산청 국가유산포털